# Зернограничная диффузия
Зернограничная диффузия (англ. grain-boundary diffusion) — диффузия в твердых поликристаллических телах, сосредоточенная в узких (толщиной в несколько атомных слоев) зонах на границе зерен с различной кристаллографической ориентацией.

## Описание
Благодаря высокой концентрации дефектов в зоне контакта зерен, обусловленной их кристаллографической разориентацией, диффузионный перенос по границам зерен протекает значительно быстрее, чем в их объеме, где концентрация дефектов значительно меньше (объемная диффузия), но медленнее, чем на границе твердого тела с атмосферой (поверхностная диффузия). Зернограничная диффузия является одним из основных механизмов реализации низкотемпературного спекания в производстве керамики и порошковой металлургии; повышением её вклада обычно объясняют снижение температуры спекания при увеличении дисперсности исходных материалов. Зернограничная диффузия яввляется также одним из механизмов деформации твердых тел.